# Sidney Godolphin

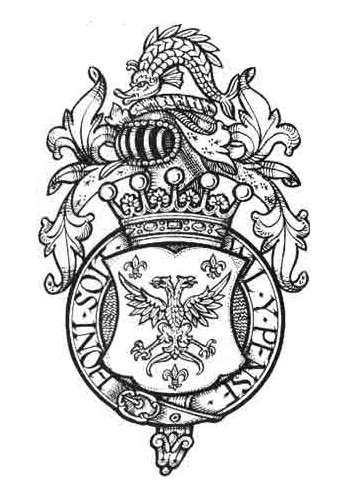
Armas de Sir Sidney Godolphin, KG: un águila exhibida con dos cabezas entre tres flores de lis, circunscrita por la liga, con una cresta inclinada: un delfín embutido.

Sidney Godolphin, primer conde de Godolphin, (15 de junio de 1645 – 15 de septiembre de 1712) fue un destacado político británico de finales del siglo XVII y principios del XVIII. Fue Consejero Privado y Secretario de Estado del Departamento del Norte antes de alcanzar el poder real como Primer Lord del Tesoro. Jugó un papel decisivo en la negociación y aprobación de las Actas de Unión de 1707 con Escocia, que creó el Reino de Gran Bretaña. Tuvo muchos otros roles, incluido el de gobernador de las Islas Sorlingas.

## Familia y carrera temprana
Provenía de una antigua familia de Cornualles como hijo de Sir Francis Godolphin (1605-1667) y sobrino del poeta Sidney Godolphin. En la Restauración, fue introducido en la casa real por el rey Carlos II de Inglaterra, cuyo favorito se había convertido, y también ingresó a la Cámara de los Comunes como miembro de Helston, en Cornualles. Aunque pronunció pocas palabras ante la Cámara, lo fueron hasta el punto de que "adquirió gradualmente una reputación como su principal, si no su única autoridad financiera". En 1668, fue un exitoso intermediario entre el rey y su hermana Henrietta Anne, la esposa del duque de Orleans, para asegurar un acuerdo con el rey Luis XIV de Francia para rechazar a los aliados holandeses de Inglaterra a cambio de dinero francés. En 1669, se le otorgó un contrato de arrendamiento de 31 años en todas las minas de estaño en Rialton y Retraigh en Cornualles. En 1670, Godolphin fue nombrado novio de la alcoba junto con una pensión de 500 libras esterlinas al año. Ocupó ese cargo hasta 1678. El Rey dijo que valoraba a Godolphin porque "nunca estorbaba ni se quitaba del camino".
Carlos nombró a Godolphin enviado extraordinario a Luis XIV en 1672 para tranquilizar a Francia sobre la lealtad de Carlos antes de que Luis atacara a los holandeses. Godolphin estuvo con Louis en el campo durante la guerra franco-holandesa, pero no quedó impresionado con sus capacidades como comandante militar.
En marzo de 1679, Godolphin fue nombrado miembro del Consejo Privado y en septiembre fue ascendido, junto con el vizconde Hyde (luego conde de Rochester) y el [[Robert Spencer, II conde de Sunderland[editar código · editar]|conde de Sunderland]], a la dirección principal de asuntos.

## Exclusión y revolución
Aunque votó a favor del Proyecto de Ley de Exclusión en 1680, que, de haberse promulgado con éxito, habría impedido que el duque católico de York asumiera el trono, continuó en el cargo después de la destitución de Sunderland y, en septiembre de 1684, fue nombrado barón Godolphin de Rialton y sucedió a Rochester como Primer Lord del Tesoro. Después de la ascensión al trono de Jaime II, fue nombrado chambelán de la reina María de Módena y, junto con Rochester y Sunderland, disfrutó de la especial confianza del rey. En 1687 fue nombrado comisario de Hacienda. Aunque el Parlamento había votado para otorgar a James II £6,000,000, Godolphin participó en el pago de aproximadamente £125,000 a James II por parte de Louis XIV a cambio del apoyo de James a Louis. El historiador David Ogg ha escrito: "James y sus dos ministros, Rochester y Godolphin, estaban preparados para negociar la independencia de Inglaterra por una suma poco más de la sexagésima parte de la otorgada por la legislatura nacional".
Estuvo presente en el nacimiento del Viejo Pretendiente, pero durante la controversia que siguió sobre si el nacimiento era genuino o no, dijo diplomáticamente que no tenía información útil que aportar, ya que estaba demasiado lejos de la cama para ver nada. Fue uno del consejo de los cinco designados por el rey James para representarlo en Londres cuando James fue a la batalla después del desembarco de Guillermo de Orange en Inglaterra, y él, junto con Lord Halifax y Lord Nottingham, fue nombrado comisionado para negociar con el príncipe. Con la ascensión de William, obtuvo solo el tercer puesto en la junta del tesoro, pero tenía el control de los asuntos. Se retiró en marzo de 1690, pero fue llamado en noviembre y nombrado primer señor.

## Carrera bajo Guillermo III y la reina Ana
Mientras ocupaba el cargo, durante varios años continuó, junto con John Churchill (el futuro duque de Marlborough), una correspondencia secreta con James II y se dice que le reveló a James inteligencia sobre la expedición prevista contra Brest. Godolphin era conservador por herencia y se pensaba que tenía una admiración romántica por la esposa de James II. Después de la confesión de Fenwick en 1696 sobre el intento de asesinato de Guillermo III, Godolphin, que estaba comprometido, presentó su renuncia, pero cuando los Tories llegaron al poder en 1700, fue nuevamente nombrado Primer Lord del Tesoro. Aunque técnicamente no es uno de los favoritos de la reina Ana, después de su acceso al trono fue nombrado Lord Tesorero por recomendación de Marlborough, y ocupó el cargo durante ocho años. Sarah Churchill escribió más tarde que si Anne aprendió algo sobre política y arte de gobernar, fue completamente gracias a la tutoría de Godolphin. En 1704, también fue nombrado Caballero de la Jarretera, y en diciembre de 1706, fue nombrado Vizconde de Rialton y Conde de Godolphin.
Aunque conservador, participó activamente en las intrigas que llevaron gradualmente al predominio de los Whigs en alianza con Marlborough: los dos fueron apodados "los Duumviros". La influencia de los Marlborough con la reina fue, sin embargo, suplantada gradualmente por la de Abigail Masham y Robert Harley (más tarde conde de Oxford), y con las fortunas de los Marlborough, las de Godolphin quedaron indisolublemente unidas. La Reina inicialmente confió mucho en su guía, pero las relaciones se tensaron. Finalmente, cuando él amenazó con renunciar, ella dijo con frialdad: "Haz lo que quieras... hay muchos para ocupar tu lugar". Los servicios tanto de Marlborough como de Godolphin fueron tan apreciados por la nación que durante un tiempo consideraron la pérdida del favor de la reina con indiferencia e incluso en 1708 procuraron la expulsión de Harley de su cargo. Sin embargo, después de la reacción del Alto Tory a la acusación de Henry Sacheverell, que había abusado de Godolphin bajo el nombre de Volpone, Anne aprovechó la oportunidad para deshacerse de Marlborough al destituir abruptamente a Godolphin de su cargo el 7 de agosto de 1710 en un tono tan frío e ingratas como las que luego usó con Marlborough. Godolphin murió dos años después y su patrimonio valía más de 12.000 libras esterlinas. Está enterrado en el pasillo sur de la nave de la Abadía de Westminster. En la pared hay un busto suyo del escultor Francis Bird.

## Matrimonio y sucesión
El 16 de mayo de 1675, Godolphin se casó con Margaret Blagge, hija de Thomas Blagge, la piadosa dama cuya vida fue escrita por John Evelyn en su libro The Life of Mrs Godolphin . Ella murió al dar a luz en 1678 y dio a luz a su único hijo, y Godolphin nunca se volvió a casar. Margaret está enterrada en Breage, Cornualles, y el lugar está marcado por una pequeña placa de bronce en el suelo erigida por el duque de Leeds. Progenie:
- Francis Godolphin, segundo conde de Godolphin (1678-1766)

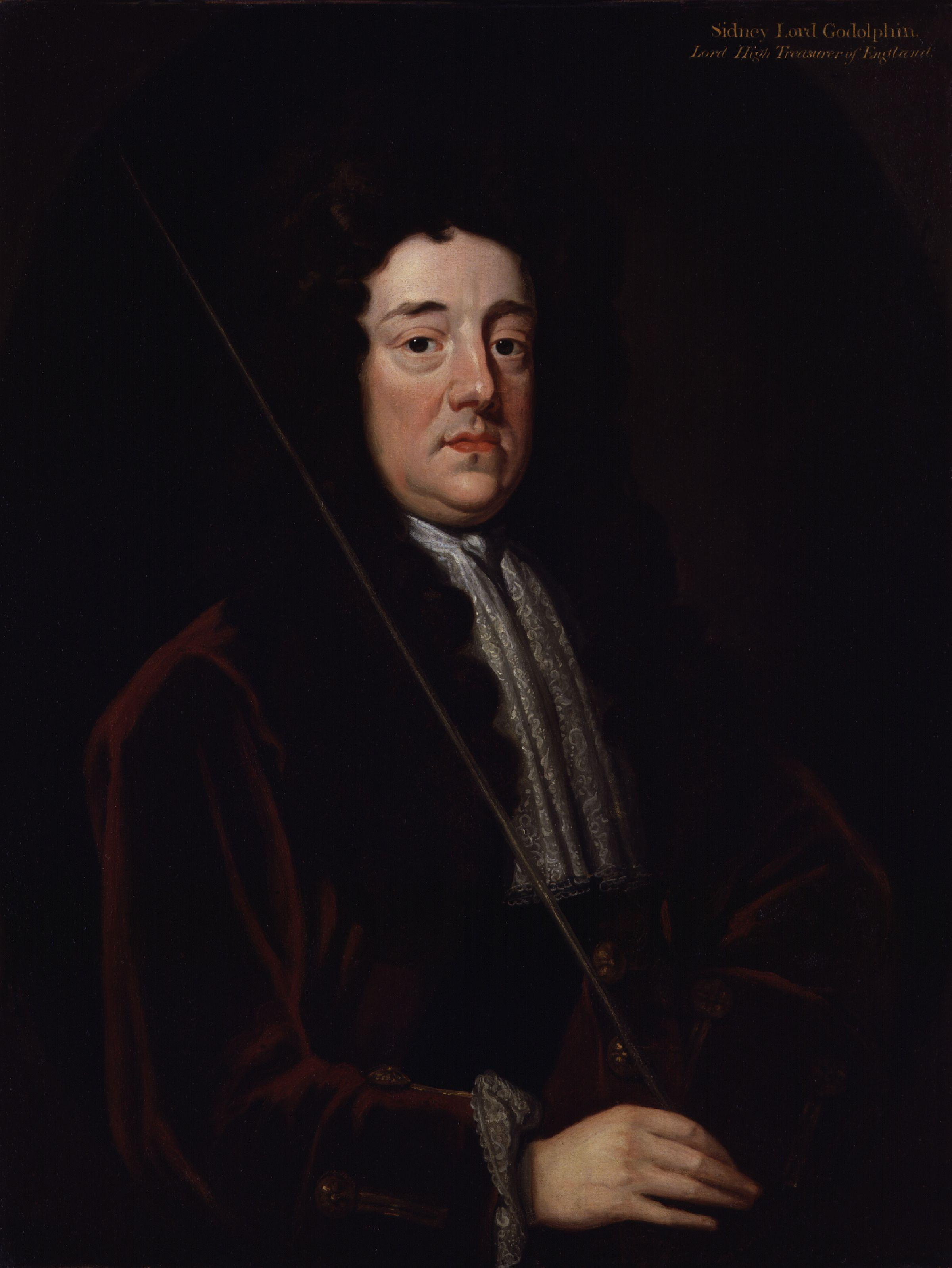
Sidney Godolphin, primer conde de Godolphin por Godfrey Kneller.

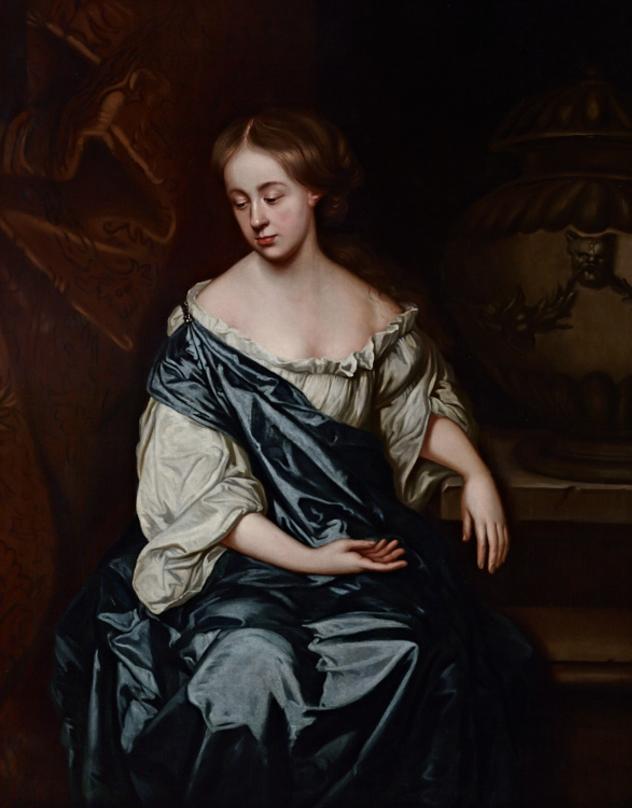
Margaret Blagge, esposa de Sidney Godolphin, retrato de Matthew Dixon.

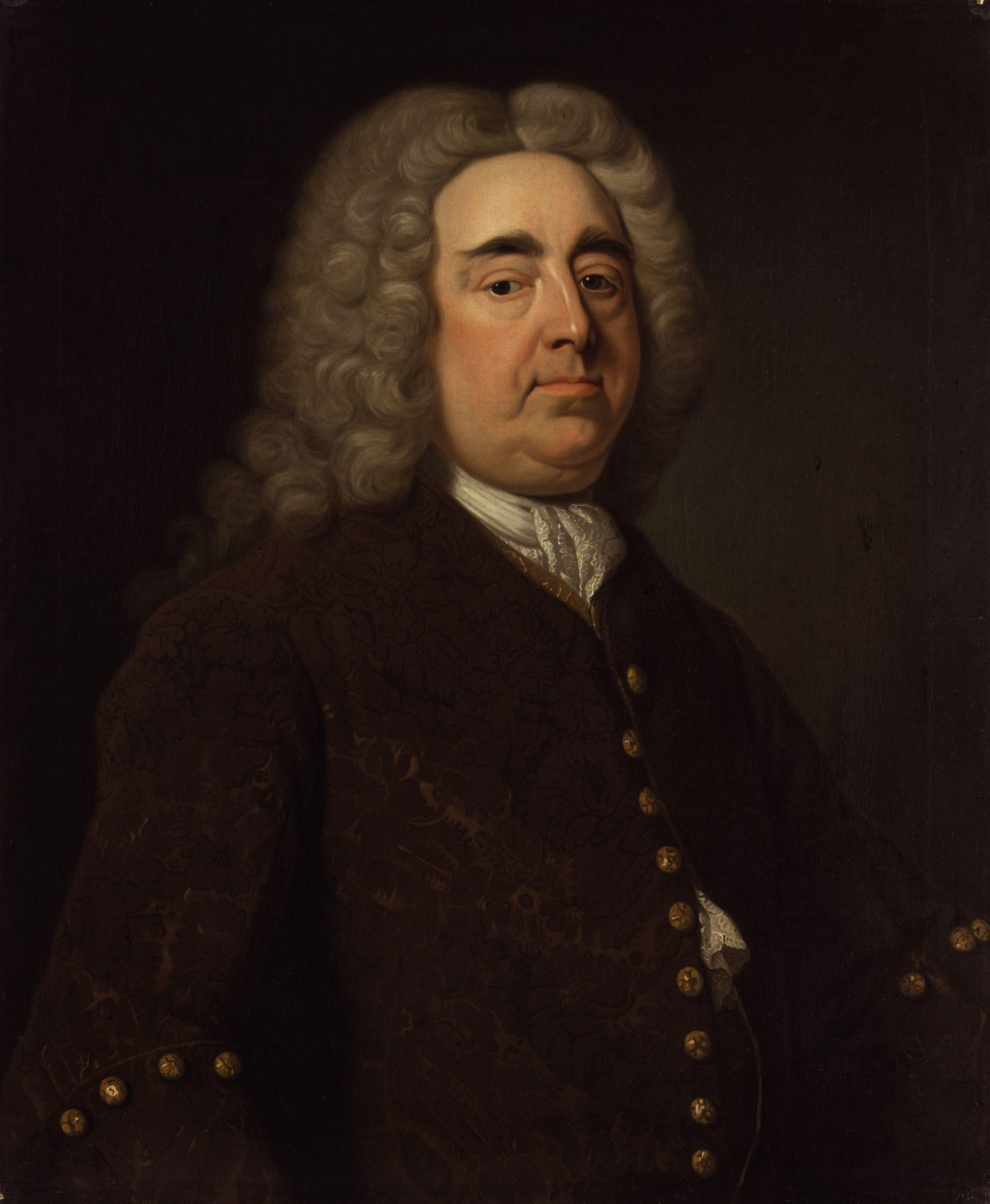
Francis Godolphin, segundo conde de Godolphin por Jean-Baptiste van Loo.

## Legado

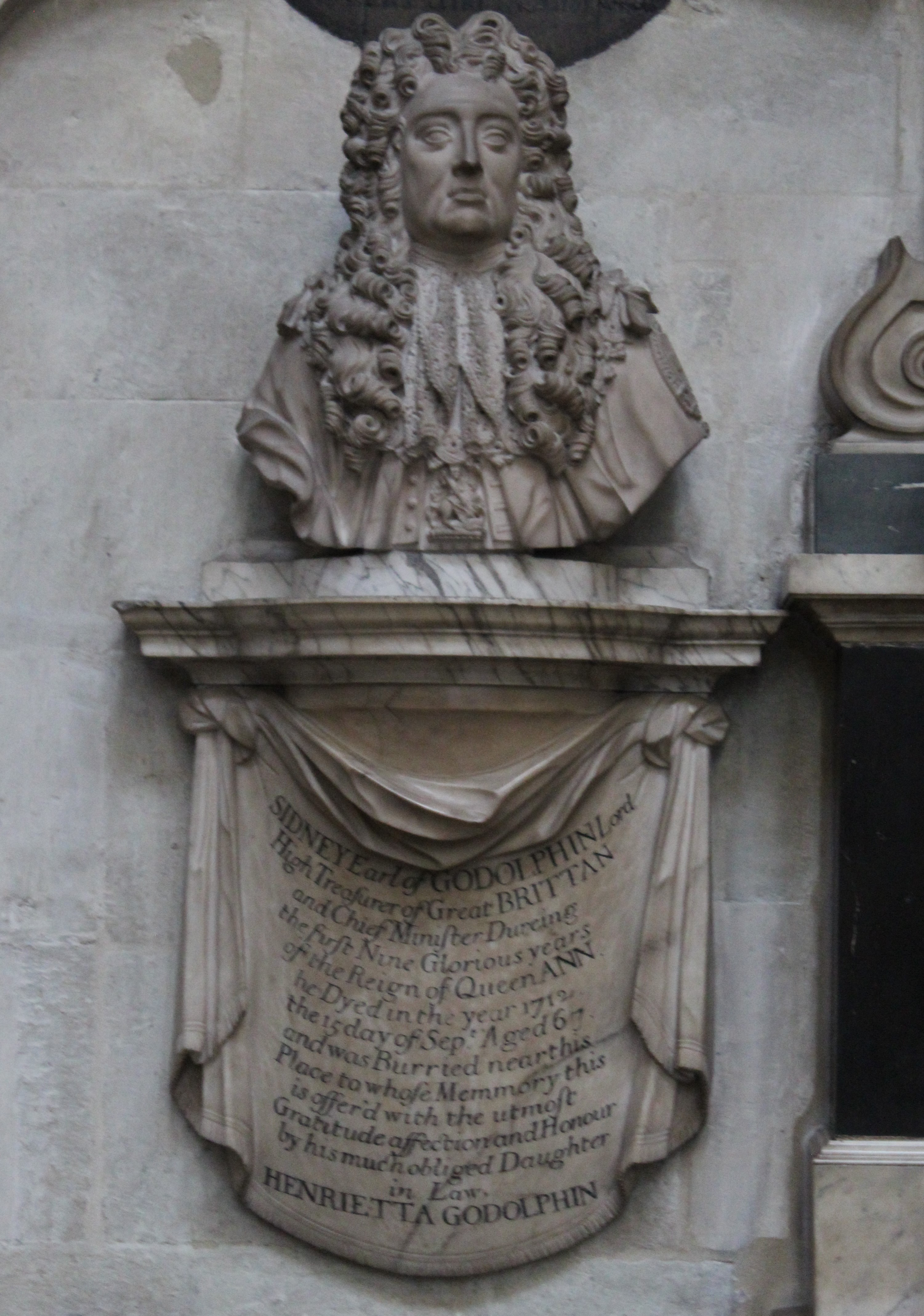
Monumento a Godolphin en la Abadía de Westminster.

El historiador Whig Lord Macaulay dijo de Godolphin en 1848:
Era laborioso, lúcido y profundamente versado en los detalles de las finanzas. Cada gobierno, por lo tanto, encontró en él un servidor útil; y no había nada en sus opiniones o en su carácter que pudiera impedirle servir a ningún gobierno. “Sidney Godolphin”, dijo Charles, “nunca estorba ni se quita del camino”. Este comentario mordaz explica en gran medida el extraordinario éxito de Godolphin en la vida. Actuó en diferentes momentos con los dos grandes partidos políticos; pero nunca compartió las pasiones de ninguno de los dos. Como la mayoría de los hombres de temperamento cauteloso y fortunas prósperas, tenía una fuerte disposición para apoyar lo que existiera. Le desagradaban las revoluciones y, por la misma razón por la que le desagradaban las revoluciones, le desagradaban las contrarrevoluciones. Su comportamiento era notablemente grave y reservado, pero sus gustos personales eran bajos y frívolos; y la mayor parte del tiempo que podía ahorrar de los asuntos públicos lo pasaba en carreras, juegos de cartas y peleas de gallos .
En opinión de Julian Hoppitt, Godolphin "supervisó incansablemente la espectacular expansión de áreas clave del Estado, proporcionando un elemento de integridad, continuidad y previsibilidad en un entorno muy incierto. Era en un sentido muy real el socio de Marlborough y juntos los duunviros supervisaron los días de gloria de la Guerra de Sucesión española. En un sentido muy real, el despido de Marlborough y la muerte de Godolphin al año siguiente marcaron el final de una era". Roy Sundstrom afirmó que Godolphin es una figura importante en la historia de Inglaterra:
[…] primero recaudó el dinero necesario para mitigar la hegemonía francesa en Europa y así preservar la constitución británica y la monarquía protestante; segundo, jugó un papel decisivo en la planificación de la estrategia militar y diplomática que finalmente derrotó a Luis XIV; tercero, como lord alto tesorero, trabajó para hacer que el Tesoro fuera más eficiente e intentó eliminar la corrupción; el Tesoro, tal como lo dejó, sirvió bien a Inglaterra durante el resto del siglo XVIII; cuarto, jugó un papel decisivo en la negociación y aprobación del Acta de Unión con Escocia que creó el reino unido de Gran Bretaña; y quinto, negoció la creación de una Compañía de las Indias Orientales unificada, que sería fundamental para establecer el dominio británico en la India.